# (6647) Josse
(6647) Josse est un astéroïde de la ceinture principale.

## Description
(6647) Josse est un astéroïde de la ceinture principale. Il fut découvert par Eric Walter Elst le 8 avril 1991 à l'observatoire de La Silla. Il présente une orbite caractérisée par un demi-grand axe de 2,2 UA, une excentricité de 0,1973 et une inclinaison de 1,14° par rapport à l'écliptique.
Il fut nommé en hommage à Raymond Josse (né en 1914), ingénieur de l'École militaire de l'air et de l'École Nationale Supérieure de l'Aéronautique, ami de la famille du découvreur.

## Compléments